# Alcatel One Touch T'Pop
De Alcatel One Touch T'Pop is een smartphone van het Franse bedrijf Alcatel-Lucent en werd geïntroduceerd in januari 2013. Het toestel maakt deel uit van de Go Pop-serie, een lijn van goedkope smartphones waartoe ook de X'Pop, de M'Pop en de S'Pop behoren.

## Buitenkant
De T'Pop wordt bediend door middel van een capacitief touchscreen. Dit tft-scherm heeft een resolutie van 480 bij 320 pixels en een schermdiagonaal van 3,5 inch, wat uitkomt op 165 pixels per inch. Vergeleken met andere smartphones is de T'Pop erg dik: 12,2 millimeter. Aan de achterkant bevindt zich een camera van 2 megapixel, maar aan de voorkant ontbreekt er een camera voor videobellen.

## Binnenkant
De smartphone maakt gebruik van het besturingssysteem Android 2.3.6, ook wel "Gingerbread" genoemd. De telefoon beschikt over een singlecoreprocessor geklokt op 1 GHz. Het heeft een werkgeheugen van 512 MB en een opslaggeheugen van 4 GB, wat uitgebreid kan worden via een microSD-kaart. De telefoon heeft een 1500 mAh Li-ionbatterij.